# Provincia di Isparta
La provincia di Isparta (in turco Isparta ili) è una provincia della Turchia.

## Geografia antropica

### Suddivisioni amministrative

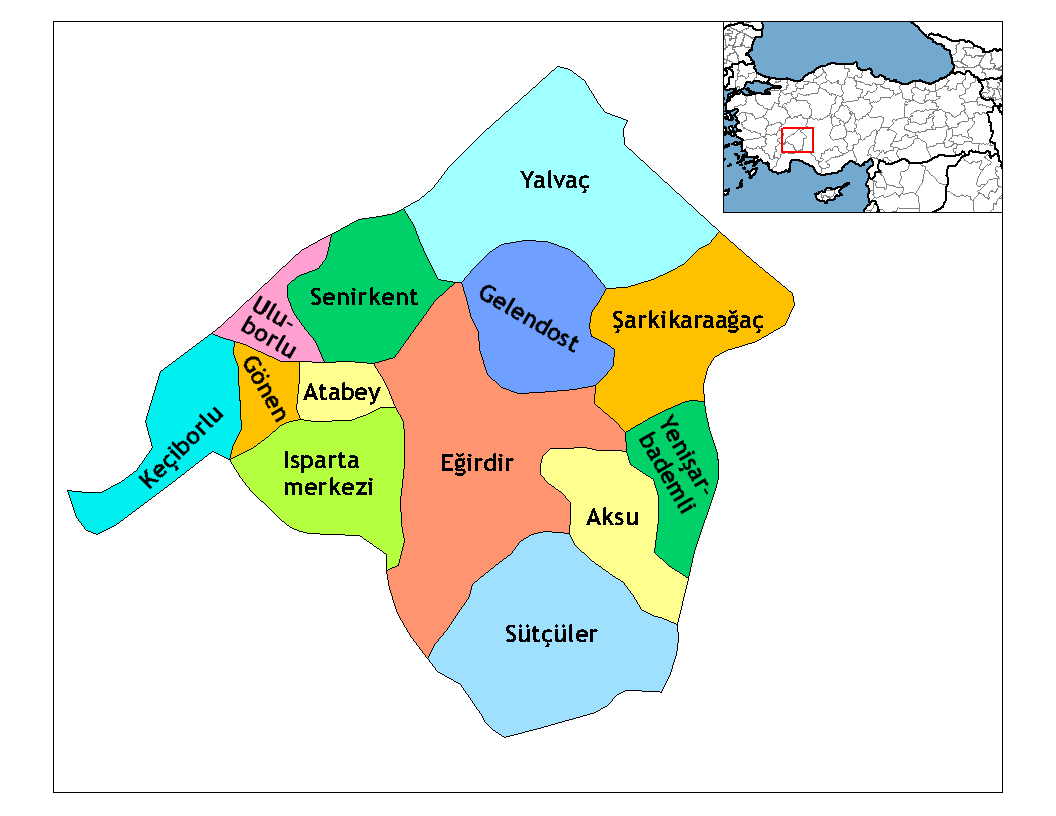
Distretti della provincia di Isparta

La provincia è divisa in 13 distretti:
| - Isparta (centro) - Aksu - Atabey - Eğirdir - Gelendost - Gönen - Keçiborlu | - Senirkent - Sütçüler - Şarkikaraağaç - Uluborlu - Yalvaç - Yenişarbademli |

Fanno parte della provincia 51 comuni e 174 villaggi.